# Акулов, Константин Иванович
Константин Иванович Акулов — советский хозяйственный, государственный и политический деятель.

## Биография
Родился в 1925 году в деревне Малинки. Член КПСС.
Участник Великой Отечественной войны. С 1947 года — на хозяйственной, общественной и политической работе. В 1947—1990 гг. — студент, ординатор, аспирант, ассистент, доцент, заведующий кафедрой 1-го Московского медицинского института им. И. М. Сеченова, заместитель министра здравоохранения РСФСР, Главный государственный санитарный врач РСФСР, заместитель председателя Чрезвычайной противоэпидемиологической комиссии РСФСР.
Умер в Москве в 1990 году. Похоронен на Троекуровском кладбище.